# تصميم معماري

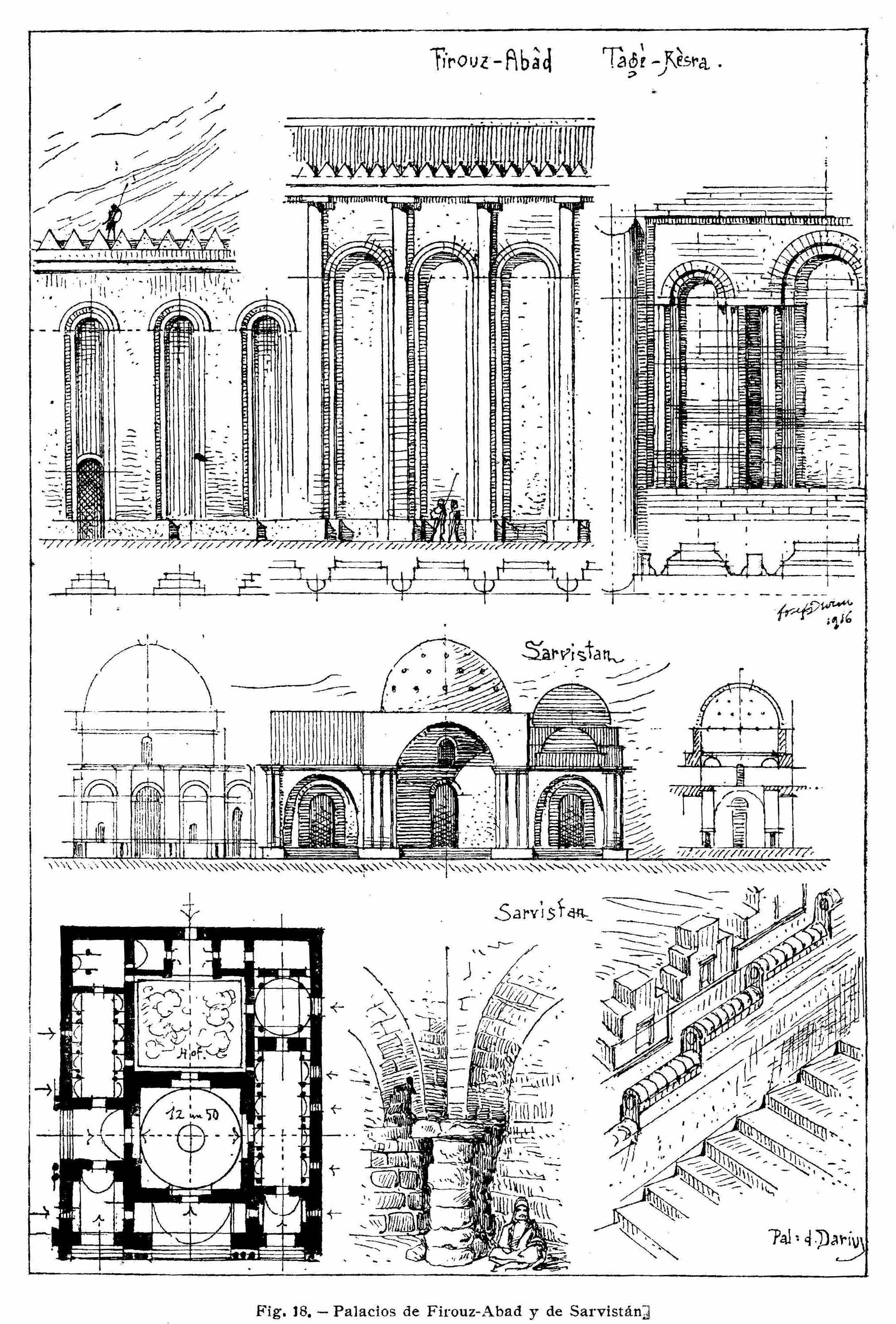
صورة "تصميم معماري"

التصميم المعماري يكمن في عملية منطقية وفنية وعلمية قادرة على تحديد أشكال وتنظيمات وعمليات من شأنها خلق مساحات مخصصة للإنسان لكي ينفذ أنشطة محددة؛ مثل العيش، والعمل، والاسترخاء، والشفاء الخ.
تغيرت أهداف هذا العمل على مر الزمن. وقد سبق أن أشار إلى ذلك جان باتيست لو روند دالمبرت (Jean Baptiste Le Rond d'Alembert) الذي في عام 1752 أكد أن العمارة فن نشأ من الحاجة واستكمل بالترف، وتحول من الأكواخ إلى القصور، وهذا يؤكد أنه بمرور الوقت كان هناك تطور كبير بسبب تزايد المتطلبات التي ينبغي تلبيتها، وأيضا بسبب زيادة الطلب على جودة المنتج وبعبارة أخرى، تطورت من مهمة خلق مأوى للاحتماء من تقلبات الطقس إلى ما هو عليه البناء اليوم.
والى جانب هذا التعريف الموجز، يجب إضافة أنه في كثير من الأحيان عملية التصميم تنتمي أولا وقبل كل شيء إلى المخيلة الخلاقة، حيث المشاعر والاحتياجات والتكنولوجيا تختلط معا في أنماط رسومية_وصفية. تاريخ العمارة مليء بالأمثلة عن ذلك. على وجه الخصوص، التصميم المعماري يعكس ويفسر، ويحل سواء الجوانب الجمالية أو التقنية المتعلقة بالسكن في معناه الواسع رينزو بيانو، قال أن «العمارة هي ثاني أقدم مهنة في العالم»[بحاجة لمصدر]. مادة التصميم المعماري تُدرس ضمن المقررات الجامعية للهندسة المعمارية، عادة في السنوات الأخيرة من الدراسة، والتي تختلف عن مواد التكوين المعماري التي تُدرس في السنوات الأولى.

## وظائف العمارة
العمارة لها علاقة بتخطيط وتصميم وبناء النماذج، والفراغات والاجواء التي تعكس الوظيفية والتقنية والاعتبارات الجمالية. وتتطلب الاستغلال الخلاق لتنسيق المواد والتكنولوجيا والضوء والظلال.

تشمل العمارة أيضا الجوانب العملية لتنفيذ المباني والهياكل، بما في ذلك الجدول الزمني، والتكلفة وإدارة البناء.
الوثائق التي ينتجها المعماري عادة ما تكون رسومات وخطط ومواصفات تقنيه.

العمارة تحدد هيكلية وسلوك المبنى الافتراضي أو القائم بالفعل.

## العلوم المتعلقة بالعمارة
- الفلسفة
- علم الاجتماع
- علم النفس
- علوم المواد
- الهندسات التطبيقية المتعلقة
- الرياضيات
- التاريخ
- الإنشاء

.... في سياق تصميم وبناء الهياكل للبشر.

## ما هي الاشياء المعتبرة عند تصميم المشروع المعماري؟
- نوع المشروع
- الموقع (منطقة المشروع كجزء من المنطقة المحيطة) التكاليف والمعوقات
- تقسيم المناطق والتنظيمات (نوع البناء، الارتفاعات، الطرق).
- الميزات الطبوغرافية (ارض مستوية، منحدرة..) تحدد طرق إخراج منطقة المشروع.
- الحركة المرورية
- المسارات بين بيئات المشروع،

## ما هي الأشياء التي نعملها عند التصميم
- مخطط العلاقات (bubble diagram)
- الرسم التخطيطي Block Diagram
- سكتش المسقط الافقي
- سكتش الواجهة الرئيسية

### كيف نبدأ
التصميم المعماري يبدأ بالإجابة على الأسئلة التالية:
- من يستخدم المشروع؟
- ولماذا يحتاجه؟.

وكيف يصل إليه؟.
ومن ثم نبدأ برسم مخطط العلاقات (bubble diagram).

### مخطط العلاقات
في هذه المرحلة لك الحرية في اتباع مفاهيم تساعدك في الحصول على أفكار تصميمية. وحيث يمكنك اظهار جميع جوانب التصميم سواء لتنظيم الموقع أو البيئات الداخلية.

نبدأ بوضع ورق الزبدة فوق مخطط الموقع، ومن ثم نرسم دوائر لتمثيل البيئات المطلوبة، أخذين في الاعتبار جميع الملاحظات وصور الحالات المفيدة كمراجع في هذه العملية.

نستخدم «مخطط العلاقات». لتحديد مساحات الوظائف في مخطط الموقع والعلاقات بينها.

في مرحلة لاحقة، يتم تطوير هذه المساحات لتشمل بيئات معينة ومساراتها.
رسم سكتشات المخطط التنظيمي يساعدنا في تحديد نسب البيئات بالنسبة لبعضها البعض وبالنسبة للموقع أيضا. ولذلك من الضروري رسم هذه الدوائر (أو الاشكال) -لتمثيل البيئات المطلوبة- مباشرة على مخطط الموقع.
استخدام هذه النوع من الرسم الحر كمرحلة اولية في رسم مخطط العلاقات يسمح لنا بأن نكون خلاقين في عملية التصميم وغير محدودين من ضرورة استخدام عنصر معين. ولذلك فهذه المرحلة هي المرحلة المناسبة للتسلية في عملية التصميم.
دوائر العلاقات يمكن ان تمثل مساحات مختلفة وأي وسيلة من وسائل الراحة الأخرى التي تريد ادراجها في المبنى. مخطط العلاقات يوفر هيكل تنظيمي عام للتصميم. وهو مشابه للمسودة في حالة كتابة تقرير. 

تذكر، ان التفاصيل غير مهمة في هذه المرحلة، بل المفاهيم التصميمية بشكل عام. هذه هي مرحلة إبداعية، ولا تستدعي التفكر الكثير بمراحل التطور اللاحقة؛ بل ضع قلمك على الورقة وابدأ برسم الدوائر، الاهاليج.. الخ، ودع الأفكار تتدفق.
مخطط العلاقات له مهمة حيوية في عملية التصميم بشكل عام. ولذلك ضروري عمل عدة مخططات لاستكشاف حلول تصميمية مختلفة. هذا هو الوقت المناسب لتجربة الأشكال المختلفة واختيار ما إذا اردت ان تكون تصاميم رسمية أو غير ذلك. 

من الاخطاء الشائعة هو محاولة الوصول بسرعة إلى تفصيلات خلال مرحلة مخطط العلاقات، ونسيان ان هناك مراحل وإمكانيات تصميم لاحقة.
من المهم استخدام تسميات لدوائر العلاقات، وألوان لتميز وظائفها المختلفة، وأحجام مختلفة للتأكد من ان المناطق متناسبة فيما بينها. من المهم الحفاظ على مقياس مناسب للوظائف المختلفة ونقل هذه الأفكار بعد ذلك إلى الرسم النهائي.
مخطط العلاقات يجب ان يظهر الفراغات على النحو التالي:
- المناطق الخاصة
- المناطق العامة
- المناطق المرورية

## تلميحات
خلال تصميم واجهات المبنى وتنظيم منطقة المشروع بشكل عام، يجب أن نأخذ بعين الاعتبار أيضا أهمية الشوارع المجاورة وخاصة تلك الواجهات المطلة على الطريق الرئيسي، ولكن في نفس الوقت يجب أن نكون حريصين على عدم خلق اختناقات مرورية على تلك الطريق. ولذلك من الضروري ان تكون مداخل ومخارج السيارات على الطرق الثانوية. وبذلك فإن واحدة من مشاكل التصميم تصبح في كيفية خلق اتصال بصري ومادي بين المنطقة الخلفية مثلا – حيث ربما توجد مواقف السيارات- والمنطقة الامامية - حيث يوجد المدخل الرئيسي. وهذا يقودنا إلى القول أيضا بأن جميع واجهات المشروع مهمة بدرجات متفاوتة ليس فقط باعتبارها غلاف للمبنى بل أيضا كعناصر جذب وتوجيه.